# Dialeurodes machilicola
Dialeurodes machilicola là một loài côn trùng cánh nửa trong họ Aleyrodidae, phân họ Aleyrodinae.
Dialeurodes machilicola được Takahashi miêu tả khoa học đầu tiên năm 1942.